# Gejug Jati
Gejug Jati is een bestuurslaag in het regentschap Pasuruan van de provincie Oost-Java, Indonesië. Gejug Jati telt 6229 inwoners (volkstelling 2010).